# Articolo 31
Gli Articolo 31 sono un gruppo musicale hip hop italiano, formatosi a Milano nel 1990 e composto da J-Ax e DJ Jad. Hanno avuto un successo notevole sia in Italia sia all'estero, riproponendo in italiano, soprattutto negli anni novanta, i caratteri distintivi del loro genere di allora, come il freestyle e il campionamento di noti ritornelli. Nel 1994 hanno fondato la Spaghetti Funk e dagli anni duemila, subito dopo aver pubblicato Greatest Hits, hanno svoltato verso sonorità più pop assumendo un cantato più melodico e perdendo parzialmente le sonorità hip hop.
Nel 2006, dopo aver pubblicato nove album, il duo ha intrapreso una sorta di "pausa di riflessione" durante la quale i due hanno avviato carriere soliste. La pausa è stata interrotta nel 2018, quando J-Ax ha annunciato che alle cinque date presso il Fabrique di Milano (atte a celebrare i suoi 25 anni di carriera) sarebbe stato presente anche DJ Jad, riunendo così gli Articolo 31. In seguito al tutto esaurito per ogni data, le date sono poi diventate dieci totali.

## Storia

### Gli inizi (1990-1992)
J-Ax e DJ Jad, rispettivamente rapper e disc jockey, si conobbero nel 1990 a Milano, a una festa hip hop. Nello stesso anno decisero di formare un gruppo musicale e di chiamarlo "Articolo 31". L'idea iniziale era di adottare il nome di "Articolo 41", in riferimento all'articolo contenuto nel DPR 2 settembre 1985, n. 1008 riguardante alcune infermità mentali cause di non idoneità al servizio di leva, all'epoca obbligatorio in Italia. Tuttavia, poiché esisteva già un gruppo di artisti con tale nome, scelsero il numero 31. Un professore universitario oltretutto li informò che l'articolo 31 era molto importante in Irlanda, dove trattava l'argomento della libertà di espressione.

### Strade di città(1992-1994)
Il primo singolo del duo fu Nato per rappare/6 quello che 6, pubblicato nel 1992 dalla Crime Squad solamente su vinile e a tiratura limitata. Il lato A del singolo, Nato per rappare, è stato successivamente incluso nell'album di debutto del gruppo, intitolato Strade di città e pubblicato nel 1993. Strade di città venne prodotto da Franco Godi, autore di alcune note musiche pubblicitarie degli anni sessanta e settanta, nonché delle sigle di SuperGulp!. Prima del singolo infatti, gli Articolo 31 e Godi composero il jingle per la famosa Fiat Uno Rap della FIAT.
Da Strade di città furono estratti come singoli anche Tocca qui, e Ti sto parlando, entrambi divenuti successi radiofonici. Per la prima volta un gruppo hip hop italiano riuscì a ottenere un buon successo di vendite, entrando in classifica. Verso la fine del 1993, gli Articolo 31 pubblicarono anche il singolo natalizio È Natale (ma io non ci sto dentro).

### Messa di vespiri, Spaghetti Funk eCosi com'è(1994-1998)
Nel 1994 uscì Messa di vespiri, album che viene ricordato come l'inizio della esperienza mainstream che avrebbe portato il gruppo in cima alle classifiche come rappresentante dell'hip hop. Questo ha comportato l'allontanamento del gruppo dall'ambiente underground, nonché una certa incrinatura dei rapporti personali tra i due membri del gruppo e la maggioranza dei rapper italiani. Il successo fu decretato soprattutto da singoli azzeccati come Voglio una lurida, Un'altra cosa che ho perso e soprattutto il tormentone Maria Maria, ironica narrazione di una storia "d'amore" di J-Ax con la marijuana, con cui gli Articolo 31 vinsero l'edizione del 1995 di Un disco per l'estate e destinato a diventare il cavallo di battaglia del gruppo.
Nello stesso anno gli Articolo 31 furono citati da Adriano Celentano nel suo brano intitolato Il seme del rap, dove il noto cantautore parla del duo milanese come "ragazzini che rompono i coglioni con il rap". Gli stessi, insieme al rapper Solo Zippo, composero in segno di risposta il brano Adriano vacci piano, nel quale criticarono Celentano.
Nel 1996 DJ Gruff, nel brano 1 vs 2 presente sul primo album del beatmaker Fritz da Cat, insultò gli Articolo 31, ma i legali di J-Ax e DJ Jad ottennero il ritiro del disco e la sua ristampa senza il dissing nei loro confronti. In questo periodo J-Ax e DJ Jad parteciparono di frequente alla trasmissione sull'hip hop One Two One Two in onda su Radio Deejay, proponendo al pubblico parte della propria competenza e dei loro ascolti preferiti.
Sempre nel 1994, J-Ax, il writer Raptuz TDK e il rapper Space One fondarono la crew Spaghetti Funk. Fin dal principio lo scopo del progetto fu la ricerca di musica hip hop "all'italiana", con un suono del tutto distinto da quello tipicamente statunitense.
Nella Spaghetti Funk mossero i primi passi i rapper Grido (ovvero Luca Aleotti, fratello minore di J-Ax) e Thema, che diedero poi vita ai Gemelli DiVersi insieme al cantante Francesco Stranges e al DJ THG. Collaborarono con il collettivo anche Chief, Huda, Solo Zippo e DJ Enzo.
Nel 1996 uscì Così com'è, prodotto dalla Best Sound di Franco Godi e distribuito dalla BMG Ricordi. La vendita fu di più di mezzo milione di copie e con questo album gli Articolo 31 divennero una realtà importante nel panorama musicale italiano poiché riscosse un grandissimo successo. Il disco contiene pezzi importanti nel repertorio del gruppo, tra cui Tranqi Funky, Domani, 2030 e Il funkytarro.
Nel biennio 1996-1997 gli Articolo 31 realizzarono una lunga tournée, seguita da circa 250 000 spettatori e parteciparono con successo al Festivalbar e a Vota la voce. Le testimonianze del tour e della vita "on the road" vennero raccolte nei due home video Così come siamo e Articolo 31 Live - Così com'è tour 96/97. Così com'è, nel frattempo, venne distribuito anche in Svizzera e in Germania, ottenendo lusinghiere recensioni e con questo disco stabilirono un record mai più battuto dagli Articolo 31 o da qualsiasi altro rapper italiano: infatti, il disco vinse sei dischi di platino e ben due dischi di diamante per le oltre 600 000 copie vendute.

### Nessuno(1998)
Nella primavera del 1998 uscì il quarto album, Nessuno, anticipato dal singolo La fidanzata, il cui tema è basato sul ritornello di Mamma voglio anch'io la fidanzata di Natalino Otto. Nella canzone si trova una citazione della famosa Ballata del Cerutti di Giorgio Gaber. Un altro celebre campione ospitato nel disco è tratto da Like a Rolling Stone di Bob Dylan, su cui si basa la canzone Come una pietra scalciata, interpretabile come una reinterpretazione della canzone originale, in italiano e riletta in chiave anti-razzista. Da ricordare il pezzo Dall'altra parte della strada dedicato all'amico Marco Sabino venuto a mancare l'anno precedente e introdotta da una piccola dedica, denominata appunto Per Sabino. Tra le tracce sono presenti Come uno su mille, tratto dalla celebre canzone di Gianni Morandi Uno su mille, e Aria, cover di Nell'aria, canzone di Marcella Bella. A partire dal 1998 gli Articolo 31 iniziano la collaborazione con Lele Fontana.

### Xché sì!eGreatest Hits(1999-2000)
Nel dicembre 1999 uscì Xché sì!, che vide un miscuglio di pop/funk e hip hop che conferì a quest'album una musicalità molto orecchiabile. Numerose le collaborazioni con artisti importanti tra cui Kurtis Blow (cantante nella title track) e Carmelo Saez Mendoza (cantante nella traccia Guapa Loca); appaiono inoltre membri della Spaghetti Funk, come i Gemelli Diversi in Il mio consiglio, Il motivo (con il solo Strano dei Gemelli DiVersi), Posi Argento e Space One. Presenti featuring di altri musicisti appartenenti alla Best Sound, come Paolo Brera dei Xsense e Bengi dei Ridillo. Nell'album viene proposto il rifacimento di Strada di città del '93, intitolato Strada di città 2000.
Al dicembre del 2000 risale la prima raccolta di successi, Greatest Hits. Contiene l'inedito Volume, alcuni singoli di successo e altri meno conosciuti come È Natale (ma io non ci sto dentro) e Così mi tieni. Nello stesso anno si esibiscono nel concerto che loro stessi definiscono il più importante della loro carriera nel carcere di San Vittore a Milano.

### Senza filtro(2001-2002)
Per festeggiare i dieci anni di hip hop in Italia e il loro grande successo, il gruppo realizzò un film che uscì nelle sale il 31 agosto 2001, intitolato Senza filtro. La pellicola narra dei giovani delle grandi città come Milano, i quali vanno incontro a nuove esperienze, come la droga e l'amore, e si appassionano al mondo dell'hip hop. Nel film sono presenti anche alcuni componenti della Spaghetti Funk come tutti i Gemelli DiVersi e Space One. E tra l'altro pure Franco Godi, Albertino, Pizza, Anna Melato, Cochi Ponzoni e Luciano Federico. Questo film fu molto apprezzato dai fan ma lasciò perplessa la critica.

### Domani smettoeItaliano medio(2002-2003)
A metà del 2002 cominciò la loro svolta musicale. Con l'uscita di Domani smetto gli Articolo 31, spinti dall'esigenza in particolare di J-Ax di sperimentare nuovi suoni, diversi dai precedenti (perché, come spesso ricordano, non amano "ripetersi"), abbandonarono in parte lo schema classico dell'hip hop basato su rapping, turntablism e freestyle, per un tipo di musica di più ampio respiro, tendente al pop rock. Dal disco, che vendette 200 000 copie e che presenta la collaborazione di vari artisti come Paola Turci e i Pooglia Tribe, furono estratti quattro singoli: la title track Domani smetto, Spirale ovale, Non è un film e Pere.
Nel 2003 i due erano sufficientemente famosi da essere ospitati regolarmente da TRL (noto programma di MTV) e Top of the Pops; realizzarono una auto-cover della canzone Come una pietra scalciata, rivisitata nel segno del loro nuovo stile. Nello stesso anno partecipano alla settima edizione del Meeting del Mare a Marina di Camerota.
Il grande successo con la nuova formula musicale arrivò nel 2003 con l'album Italiano medio, introdotto sul mercato da La mia ragazza mena (che nell'ottobre 2003 precedette l'uscita dell'album) e dalla title track L'italiano medio. Nello stesso anno gli Articolo 31 furono nominati agli MTV Europe Music Awards come Best Italian Act. Altri singoli pubblicati furono Senza dubbio e I consigli di un pirla (quest'ultimo solo per radio).
Nel novembre del 2004 uscì il loro primo album dal vivo, La riconquista del forum, contenente due brani inediti, Nato sbagliato e Barbecue (solo il primo divenne singolo), e il DVD del loro concerto del 1º aprile 2004 al Forum d'Assago.

### Scioglimento e carriere come solisti (2006-2018)
Nel 2006 gli Articolo 31 hanno deciso di separarsi per far sì che i due componenti intraprendessero attività come artisti solisti. L'anno seguente il duo ha annunciato un ultimo concerto assieme in occasione dell'annuale MTV Day, avvenuto il 15 settembre. Nel luglio 2013, a distanza di dieci anni da Italiano medio, ultimo album del gruppo fino a quel momento, la Sony Music ha reso disponibile la raccolta Un'ora con..., contenente i principali successi del gruppo usciti negli anni novanta.

#### DJ Jad
Nel 2006 DJ Jad ha pubblicato l'album di debutto Milano - New York, che ha visto la partecipazione di figure di spicco dell'underground newyorkese. Nel luglio 2009 ha diffuso il singolo La stessa onda, realizzato con la collaborazione di Roy Paci e Paolo Brera. Il 23 gennaio dell'anno seguente ha pubblicato il secondo album Il sarto, che presenta varie sonorità, passando da una prima parte soul, contemporary R&B e reggae a una seconda prettamente hip hop. Le collaborazioni più illustri sono quelle di: Amir, Primo, Ensi e Ghemon. Vengono in seguito pubblicati il brano Parli (feat. DJ Enzo, Oscar White e Joker) e il singolo Se lo vuoi (feat. Dydee).
Nel 2012 ha fondato gli USB con il rapper Ciccio Pasticcio, dando vita all'album L'astronave, pubblicato il 19 marzo 2013 e anticipato dai singoli Ora che e Tempo imperfetto. Il disco è stato prodotto dalla La Sartoria Records, etichetta di proprietà dello stesso DJ Jad che in quell'anno è passata alla Medetnics Records di Med Cohen.

#### J-Ax

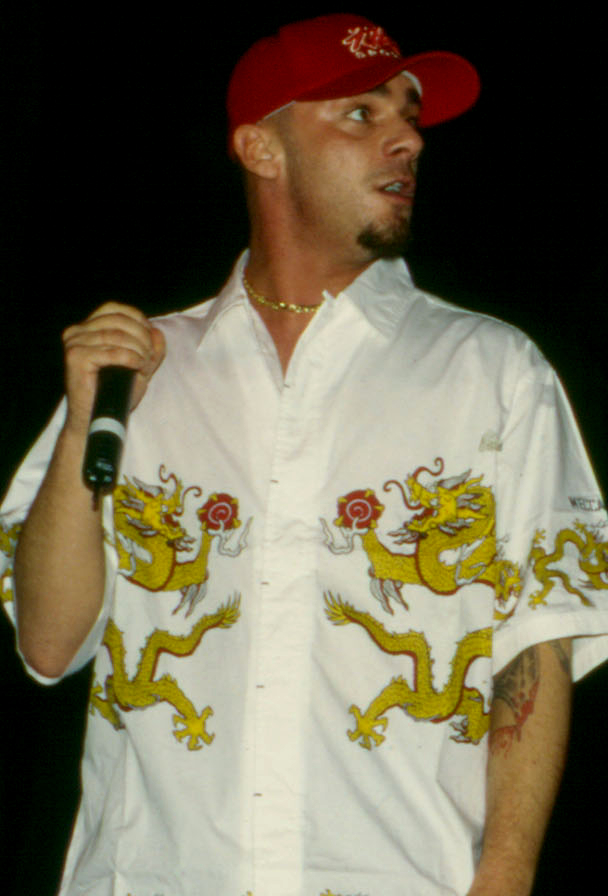
J-Ax, voce del duo

Nell'ottobre 2006 il rapper ha pubblicato l'album di debutto Di sana pianta, un disco prettamente pop con influenze punk, rock e raggae. Le tracce sono per lo più autoprodotte da J-Ax, che per migliorare le sonorità del disco è volato a Los Angeles dove si è rivolto a musicisti ospiti: la batterista delle Hole, il bassista degli Eagles of Death Metal e il chitarrista dei Queens of the Stone Age. L'album ha avuto un buon riscontro da parte della critica, è diventato disco d'oro dopo una settimana dall'uscita e ha fruttato a J-Ax la nomina come Miglior Artista italiano agli MTV Europe Music Awards 2007 a Monaco.
Nel dicembre 2006 insieme a Space One, Chief, i Club Dogo e Marracash ha inciso un pezzo intitolato Snob Reloaded. Nell'estate 2007 esce il singolo + stile, realizzato insieme al gruppo rock The Styles, che ha accompagnato J-Ax per tutto il Di sana pianta tour. Dopo la fine del tour estivo trova il tempo di partecipare alla traccia Amici un cazzo contenuta nel CD di Space One uscito il 15 ottobre 2007, dove vi è la riunificazione della Spaghetti Funk, pur senza la presenza DJ Jad.
Nel 2008 J-Ax ha collaborato con vari artisti intervenendo sulla lirica Come noi (scritta dal poeta e artista Norman Zoia) presente nell'album di Pino Scotto Datevi fuoco (lo Scotto da pagare) e a Fattore Wow!!! presente nell'album di Marracash, dove partecipa anche Gué Pequeno. A luglio 2008 è uscito Uno di noi, singolo non ufficiale dedicato ai propri sostenitori.
Il 2009 ha segnato invece l'uscita degli album Rap n' Roll (23 gennaio) e Deca Dance (12 giugno). Nel primo vengono affrontate sonorità che vanno dai temi prettamente hip hop e funky degli anni novanta sino alla svolta pop rock avuta da Domani smetto in avanti, mentre nel secondo, un concept album incentrato sulla decadenza morale, presenta sonorità più accessibili e pop. L'anno più tardi è stata la volta di C'eravamo tanto odiati dei Due di Picche, progetto creato da J-Ax insieme a Neffa.
Nel 2011 il rapper ha pubblicato il quarto album in studio Meglio prima (?), promosso da un'estesa tournée culminata con l'album dal vivo Meglio live!, contenente anche cinque inediti registrati in studio, tra cui una reinterpretazione di Rare tracce di Rino Gaetano. Il 2014 ha segnato l'uscita di Il bello d'esser brutti, mentre nel 2017 è stato pubblicato Comunisti col Rolex, album realizzato con Fedez e cha ha ottenuto un buon successo a livello nazionale. Un ulteriore album è stato ReAle, uscito nel 2020.

### La reunion (2018-presente)
Il 12 settembre 2018 J-Ax ha annunciato il ritorno degli Articolo 31 con una serie di cinque concerti speciali presso il Fabrique di Milano nel mese di ottobre dello stesso anno. Le date sono in seguito aumentate a dieci a causa dell'immediato sold out seguito all'annuncio. Successivamente il duo prosegue con una tournée estiva tra giugno e settembre 2019.
Nel novembre 2021, in occasione dei 25 anni dell'uscita dell'album Così com'è, il duo è stato intervistato da Radio Deejay, annunciando l'intenzione di realizzare nuovo materiale assieme «con il loro stile, ma attuale». Il 25 marzo dell'anno dopo DJ Jad, insieme al fratello Wlady, ha pubblicato il singolo Troppo sbattimento, che ha visto la partecipazione vocale di J-Ax e Pedar, segnando di fatto la prima pubblicazione insieme dai tempi dell'album dal vivo La riconquista del forum, datato 2004.
Nel 2023 hanno preso parte per la prima volta in carriera al Festival di Sanremo 2023 con il brano Un bel viaggio, segnando il primo inedito effettivo del duo dopo vent'anni. Concludono la kermesse classificandosi al sedicesimo posto. Il 28 aprile esce il singolo Filosofia del Fuck-Off. Collaborano successivamente ad un nuovo singolo con Fedez e Annalisa, Disco Paradise, che raggiunge la seconda posizione della Top Singoli, e pubblicano i brani Classico e Un bel viaggio. I due brani vengono inclusi nella versione digitale dell'ottavo album in studio del gruppo Protomaranza pubblicato il 10 maggio 2024, in concomitanza al singolo Peyote.

## Formazione
- J-Ax – voce
- DJ Jad – basi, scratch

## Discografia

### Album in studio
- 1993 – Strade di città
- 1994 – Messa di vespiri
- 1996 – Così com'è
- 1998 – Nessuno
- 1999 – Xché sì!
- 2002 – Domani smetto
- 2003 – Italiano medio
- 2024 – Protomaranza

### Album dal vivo
- 2004 – La riconquista del forum

### Raccolte
- 2000 – Greatest Hits
- 2013 – Un'ora con...

## Videografia
- 1997 – Così come siamo
- 1998 – Articolo 31 Live - Così com'è tour 96/97

## Filmografia
- 2001 – Senza filtro
- 2004 – Natale a casa Deejay